# Biely vrch
Biely vrch je přírodní památka v katastrálním území obce Vršatské Podhradie v okrese Ilava v Trenčínském kraji na Slovensku. Území bylo vyhlášeno v roce 1990 a jeho rozloha je 4,42 hektaru. Předmětem ochrany je nejrozsáhlejší borůvkového vřesoviště s výskytem plavuně vidlačky (Lycopodium clavatum) v Bílých Karpatech.